# Rad (Slovacchia)
Rad (in ungherese Rad) è un comune della Slovacchia facente parte del distretto di Trebišov, nella regione di Košice.